# Herschbach (Oberwesterwald)
Herschbach (Oberwesterwald) è un comune di 970 abitanti della Renania-Palatinato, in Germania.
Appartiene al circondario (Landkreis) del Westerwaldkreis (targa WW) ed è parte della comunità amministrativa (Verbandsgemeinde) di Wallmerod.